# Хоробрий заєць
«Хоробрий заєць» — мальований мультфільм з елементами ігрового кіно 1955 року за казкою Дмитра Маміна-Сибіряка «Про хороброго зайця довгі вуха, косі очі, короткий хвіст» із збірки «Альонушкіни казки».

## Нагороди
- 1957 — Диплом I Британського міжнародного кінофестивалю (Фестиваль фестивалів) у Лондоні[1].

## Сюжет
Ця історія почалася у звичайній сільській хаті. Жили в ній бабуся з двома онучатами. Хлопчик і дівчинка міркували про те, хто хоробріше та хто чого боїться. І раптом вони побачили маленьку мишку і сильно злякалися. Бабуся пожурила їх, щоб ті не боялися, і стала розповідати повчальну казку.
У далекому лісі жив собі заєць. І він боявся всіх і всього — такий був боягуз. З ранку до ночі тільки й робив, що тремтів від страху. Навіть його рідні над ним сміялися, і незабаром косому все це набридло, і він вирішив довести, що він сміливий. І ось зібрав наш герой одного разу на галявині всіх зайців і заявив, що нікого не боїться — ні вовка, ні лисиці, і навіть ведмедя. І так всім стало весело, що стали зайці радіти і реготати, стрибати і танцювати на сніговій галявині. А сміливець ще більше хвалився своєю відвагою. А в цей самий час лісом бродив старий голодний вовк. Той мріяв про зайців, яких він міг проковтнути цілком. І тут хижакові крупно повезло — він вийшов точнісінько на те саме місце, де заєць-хвалько хвалився тим, що не страшний йому ніхто і готовий битися з будь-яким супротивником. А коли сміливець побачив справжнього ворога, його серце впало в п'яти, що навіть заїкатися почав. З великого переляку заєць сам так налякав вовка, що Сірий заледве ноги забрав подалі від божевільного. Вовк втік, та ось і косий теж кудись запропастився. Довго шукали хвалька звірі і насилу знайшли його в таємному куточку. Ті почали вітати зайця з такою гучною перемогою, і з тих пір косою і сам став вірити, що він такий хоробрий і відважний.

## Творці фільму
| Сценарій                      | Іван Іванов-Вано |
| Режисер                       | Іван Іванов-Вано |
| Художники-постановники        | Михайло Ботов, Костянтин Карпов |
| Композитор                    | Юрій Левітін |
| Текст пісень                  | Сергія Богомазова |
| Головний оператор             | Микола Воїнов |
| Керівник зйомок у павільйоні  | К. Венц |
| Оператори зйомок у павільйоні | Олег Куховаренко, Маріс Рудзітіс |
| Звукооператор                 | Микола Прилуцький |
| Асистент режисера             | В. Свєшнікова |
| Асистент художника            | Тетяна Александрова |
| Помічник режисера             | М. Гешеліна |
| Монтажер                      | Лідія Сазонова |
| Художники-мультиплікатори     | Василь Рябчиков, Фаїна Єпіфанова, Федір Хитрук, В'ячеслав Котьоночкін, Борис Меєрович, Тетяна Федорова, Володимир Попов, Борис Чані, Лідія Резцова, Вадим Долгих, Роман Давидов, Костянтин Малишев |
| Художники-декоратори          | Ірина Світлиця, Віра Роджеро, Віра Валеріанова |
| Ролі виконують                | Віктор Коваль — Ваня Альошина Олена — Маша Віра Попова — бабуся |
| Ролі озвучують                | Георгій Віцин — хоробрий заєць Володимир Володін — вовк Георгій Мілляр — старий заєць (в титрах не вказаний)                                                                                       |

## Видання на відео
В середині 1990-х років фільм випущено на VHS-збірнику найкращих радянських мультфільмів Studio PRO Video і студією «Союз» у збірнику мультфільмів кіностудії «Союзмультфільм».
- У середині 2000-х років мультфільм випущено на DVD кіновідеооб'єднанням «Крупний план» у складі збірки мультфільмів «Казки російських письменників» (Випуск 1). Під час запису диска застосовувалася повна реставрація зображення і звуку. До збірки також увійшли інші мультфільми за казками російських письменників: «Хоробрий заєць» (1955), «Казка про попа і працівника його Балду» (1956), «Пригоди Буратіно» (1959), «Премудрий піскар» (1979), «Генерал Топтигін» (1971)[2].
- Мультфільм випускався на DVD у збірці мультфільмів: «Зайчик — плутишка», Союзмультфільм, дистриб'ютор: «Союз». Склад: «Зайка-зазнайка» (1976), «Заєць Коська і джерельце» (1974), «Лисиця і заєць» (1973), «Хоробрий заєць» (1955), «Лев та заєць» (1949), «Заячий хвостик» (1984), «Заєць, який любив давати поради» (1988)[3].